# Andy Vernon
Andrew James Vernon, detto Andy (Fareham, 7 gennaio 1986), è un mezzofondista britannico.

## Palmarès
| Anno | Manifestazione   | Sede           | Evento         | Risultato | Prestazione | Note                                     |
| ---- | ---------------- | -------------- | -------------- | --------- | ----------- | ---------------------------------------- |
| 2005 | Europei juniores | Kaunas         | 5000 m piani   | 4º        | 14'27"01    |                                          |
| 2007 | Europei under 23 | Debrecen       | 5000 m piani   | 9º        | 13'59"24    |                                          |
| 2007 | Europei di cross | Toro           | Corsa Under 23 | Bronzo    | 24'35       |                                          |
| 2008 | Europei di cross | Bruxelles      | Corsa Under 23 | Argento   | 25'04       |                                          |
| 2010 | Commonwealth     | Nuova Delhi    | 10000 m piani  | 10º       | 29'44"91    |                                          |
| 2011 | Universiadi      | Shenzhen       | 5000 m piani   | Oro       | 14'00"06    |                                          |
| 2013 | Europei di cross | Belgrado       | Corsa Seniores | Bronzo    | 29'35       |                                          |
| 2014 | Mondiali indoor  | Sopot          | 3000 m piani   | 11º       | 7'58"25     |                                          |
| 2014 | Commonwealth     | Glasgow        | 5000 m piani   | 6º        | 13'22"32    |                                          |
| 2014 | Europei          | Zurigo         | 5000 m piani   | Bronzo    | 14'09"48    |                                          |
| 2014 | Europei          | Zurigo         | 10000 m piani  | Argento   | 28'06"66    | Miglior prestazione personale stagionale |
| 2016 | Giochi olimpici  | Rio de Janeiro | 10000 m piani  | 25º       | 28'19"36    |                                          |
| 2016 | Europei di cross | Chia           | A squadre      | Oro       | 28 p.ti     |                                          |
| 2018 | Commonwealth     | Gold Coast     | 10000 m piani  | 9º        | 28'17"11    |                                          |
| 2018 | Europei          | Berlino        | 10000 m piani  | 5º        | 28'16"90    |                                          |

## Campionati nazionali
2007
- Oro ai campionati inglesi under-23, 5000 m - 14'25"21

2008
- 10º ai campionati inglesi di corsa campestre - 33'05"

2009
- Bronzo ai campionati inglesi di corsa campestre - 38'29"

2010
- Oro ai campionati inglesi di corsa campestre - 38'01"

2013
- Oro ai campionati inglesi, 5000 m - 13'43"17

2016
- Bronzo ai campionati inglesi, 5000 m - 13'49"28

## Altre competizioni internazionali
2006
- Argento alla London Nike 10K ( Londra) - 30'16"

2008
- Oro al McCain UK Cross Challenge ( Liverpool) - 29'34"
- Bronzo al Gateshead Cross Challenge ( Gateshead) - 28'31"
- Argento al Great Edinburgh Crosscountry ( Edimburgo) - 12'53"

2009
- Argento alla Bristol 10K	( Bristol) - 29'00"
- Oro al McCain Cross Challenge Final ( Nottingham) - 37'23"
- 4° alla Cinque Mulini ( San Vittore Olona) - 32'06"
- 4° al Great Edinburgh Crosscountry ( Edimburgo) - 12'23"

2010
- Bronzo alla Bristol Half Marathon ( Bristol) - 1h04'43"
- 4º alla Bristol 10K ( Bristol) - 29'12"
- 6º ai Great North City Games ( Gateshead), 2 miglia - 8'56"
- Argento al McCain Cross Challenge Final ( Birmingham) - 35'25"
- Oro al McCain Liverpool Cross Challenge ( Liverpool) - 28'45"

2011
- 20º alla Great North Run ( Newcastle upon Tyne) - 1h05'45"
- 25° alla Cinque Mulini ( San Vittore Olona) - 30'39"
- 8º ai Great North City Games ( Gateshead), 2 miglia - 9'04"
- Oro al McCain UK Cross Challenge Final ( Birmingham) - 35'45"
- Oro al McCain Liverpool Cross Challenge ( Liverpool) - 29'19"
- 5° al Great Edinburgh Crosscountry ( Edimburgo) - 26'14"

2012
- 9° alla Carlsbad 5000 ( Carlsbad), 5 km - 13'40"
- Argento al McCain Liverpool Cross Challenge ( Liverpool) - 29'59"

2013
- 4º alla Great South Run ( Portsmouth), 10 miglia - 49'21"
- Oro al McCain Cardiff Cross Challenge ( Cardiff) - 34'02"
- 6° al Lotto CrossCup Brussels	( Bruxelles) - 31'25"
- Oro al McCain Liverpool Cross Challenge ( Liverpool) - 28'47"
- Bronzo al Great Edinburgh Crosscountry ( Edimburgo) - 24'29"

2014
- 6º alla Great North Run ( Newcastle upon Tyne) - 1h02'46"
- 12º alla Great South Run ( Portsmouth), 10 miglia - 48'53"
- Argento alla Dublin Great Ireland Run ( Dublino) - 29'19"
- Oro alla London BUPA 10K ( Londra) - 29'33"
- Argento al Great Edinburgh Crosscountry ( Edimburgo) - 24'21"

2015
- Oro alla London BUPA 10K ( Londra) - 28'38"
- 10° alla Carlsbad 5000 ( Carlsbad), 5 km - 14'13"

2016
- Oro alla Birmingham Great Half Marathon ( Birmingham) - 1h03'32"
- Argento alla Great South Run (10 miglia) ( Portsmouth) - 48'09"
- Oro alla NYRR Midnight Run ( New York), 4 miglia - 18'27"
- Bronzo al Liverpool Cross Challenge ( Liverpool) - 29'01"
- Oro al Milton Keynes Cross Challenge	( Milton Keynes) - 28'42"

2017
- Oro alla Reading Half Marathon ( Reading) - 1h03'08"
- Oro alla Mezza maratona di Chertsey ( Chertsey) - 1h05'28"
- 6° alla Great Manchester Run ( Manchester) - 28'36"
- 9º alla BOclassic ( Bolzano) - 30'22"
- 4° alla Carlsbad 5000 ( Carlsbad), 5 km - 13'53"
- 8° al Liverpool Cross Challenge ( Liverpool) - 30'45"
- Oro alla Lotto Cross Cup de Hannut ( Hannut) - 26'54"
- 12° al Great Edinburgh Crosscountry ( Edimburgo) - 25'13"

2018
- 6º in Coppa Europa dei 10000 metri ( Londra) - 27'52"32
- Oro alla Manchester Half Marathon ( Manchester) - 1h03'36"
- 11º alla Great North Run ( Newcastle upon Tyne) - 1h05'04"
- Argento alla Great South Run ( Portsmouth), 10 miglia - 47'29"

2019
- 20º alla Vitality Big Half Marathon ( Londra) - 1h07'51"
- 8º alla Great South Run ( Portsmouth), 10 miglia - 48'38"
- 18º alla Great Manchester Run ( Manchester) - 30'22"
- 26º alla Vitality London 10000 ( Londra) - 30'26"

2020
- 13º al Campaccio ( San Giorgio su Legnano) - 30'30"